# Aegus babai
Aegus babai es una especie de coleóptero de la familia Lucanidae.

## Distribución geográfica
Habita en Tanintharyi (Tenasserim) Birmania.